# Rakonczai Beáta
Rakonczai Beáta (Nyíregyháza, 1977. június 25. –) magyar futó. A Nyíregyházi VSC versenyzője.

## Sportpályafutása
A Nyíregyházi SI-ben kezdett sportolni. 1995-ben a Nyíregyházi VSC sportolója lett. 1997-ben a BVSC-hez igazolt. 1999-ben az utánpótlás Európa-bajnokságon 10 000 méteren feladta a versenyt. 2001-ben a félmaratoni világbajnokságon egyéniben 26., csapatban hetedik lett. A mezeifutó-Európa-bajnokságon egyéniben 14., csapatban 8. volt. 2002-ben a BVSC-vel a mezeifutó BEK-ben szerzett hetedik helyezést. A mezeifutó-Európa-bajnokságon sérülés miatt feladta a versenyt. 2004-ben a párizsi maratonon hetedik lett. Az olimpián a maratoni futásban 48. lett.
2006-ban már a Nyíregyházi VSC versenyzőjeként nyerte a 10 000 méteres magyar bajnokságot. 2006-ban az utcai futó-világbajnokságon egyéniben 24., csapatban hatodik volt. 2007-ben második lett a houstoni maratonon. 2008-ban az olimpián feladta a versenyt maratonon. 2009-ben sarokcsont műtétje volt. 2011-ben tizedik volt a prágai maratonon. Októberben teljesítette az olimpiai kiküldetési szintet. Az ötkarikás játékokon a 85. helyen ért célba.

## Díjai, elismerései
- Magyar fair play-díj (Fair play cselekedet kategória) (2011)[2]